# 401(k)
401(k) (англ. Four-oh-one-kay — Фор-о-уан-кей) — наиболее популярный пенсионный план (накопительный пенсионный счёт) частной пенсионной системы в США.
Своё название план получил по номеру статьи Налогового кодекса США (401(k)). Эта статья разрешила работникам вносить на свои личные накопительные пенсионные счета часть зарплаты до уплаты подоходного налога в рамках организуемых по месту работы пенсионных планов с установленными взносами. Кроме этого и работодатели могут в добровольном порядке вносить средства на те же счета, и такие платежи тоже не облагаются налогом. Доля взносов работодателей колеблется в широких пределах — от 10 % до 100 %, а иногда размер взноса рассчитывается в виде формулы, которая зависит от объёма прибыли работодателя. Работники получают право собственности на свои взносы с момента их уплаты. Что касается взносов, уплаченных работодателем, то обычно проходит 5-6 лет с момента их присоединения к указанному плану, прежде чем сотрудники получат неотъемлемые права собственности (англ. vested rights) и на взносы сделанные работодателем. Кроме накопительной функции, пенсионные планы позволяют увеличивать сумму счёта благодаря инвестиционному доходу — по схемам 401(k) можно получить порядка 9 % годовых.
Типичный план 401(k) предполагает, что его владелец выбирает между фондом акций, сбалансированным фондом (60 % акций, 40 % облигаций), акциями компании-работодателя, фондом облигаций, каким-нибудь специализированным фондом акций и гарантированным инвестиционным контрактом с фиксированной доходностью.

## История
Право делать взносы до уплаты подоходного налога было предоставлено Законом о налоговых сборах 1978 года (The Revenue Act of 1978). Прошло ещё несколько лет, прежде чем планы 401(k) появились во сколько-нибудь значительных масштабах. Официальная статистика стала учитывать их лишь с 1984 года. Однако затем количество планов 401(k) начало стремительно расти. Начиная с 1990-х годов планы 401(k) стали настоящим феноменом частной пенсионной системы — из каждых 10 новых участников пенсионных планов с установленными взносами 9 вступали именно в планы 401(k).
Как отмечает The Washington Post (окт. 2013), в настоящее время большинство американцев, которые имеют сберегательные счета согласно пенсионному плану 401(k), наращивают кредитные долги быстрее, чем копят на будущую пенсию.
Тед Бенна был одним из первых, кто разработал план 401(k), создав его у своего собственного работодателя, Johnson Companies (сегодня ведет бизнес как Johnson Kendall & Johnson). В то время сотрудники могли вносить в план 401(k) своего работодателя 25 % своей зарплаты, до 30 000 долларов в год.